# Caroline Norton
Caroline Elizabeth Sarah Norton (22 de març de 1808 – 15 de juny de 1877) fou una reformista social i autora anglesa, activa a principis i mitjan segle xix. Caroline va deixar el seu marit el 1836, i ell va demandar el seu amic Lord Melbourne, llavors primer ministre whig, per adulteri. El jurat va denegar-ho, però Norton no va poder obtenir un divorci i se li denegà l'accés als seus tres fills.
La forta campanya que liderà Norton va portar a l'aprovació de la Llei de la custòdia d'infants (1839), la Llei de causes matrimonials (1857) i la Llei de propietat de les dones casades (1870).